# Metsanurga (Pala)
Metsanurga – wieś w Estonii, w prowincji Jõgeva, w gminie Pala.